# 밴시 (롤러코스터)
밴시(영어: Banshee)는 미국 오하이오주 메이슨의 킹스 아일랜드에 있는 인버티드 롤러코스터로, 세계에서 가장 긴 인버티드 코스터다. 기존의 선 오브 비스트와 선더 앨리의 위치에 건설되었으며, 2014년 4월 18일에 개장했다.

## 같이 보기
- 파에톤 (롤러코스터)